# Japan Open (теніс)
Japan Open (станом на 2009 рік проводився під егідою Rakuten) - тенісний турнір, що проводиться в Ariake Tennis Forest Park, центральний корт на якому має назву Ariake Coliseum, розташованому в районі Кото (Токіо, Японія). Проводиться з 1972 року. Чемпіонат включає змагання серед чоловіків в одиночному і парному розрядах.
До 2008 року це був спільний турнір серед чоловіків і жінок, але починаючи з 2008 року Ariake Coliseum прийняв інший жіночий турнір, Toray Pan Pacific Open. Жіноча частина турніру проводилась починаючи з 1979 року і мала таких відомих переможниць, як Кіміко Дате (4 перемоги між 1992 і 1996 роками), Ай Сугіяма, Моніка Селеш і Марія Шарапова (двічі).
До появи АТП Туру цей турнір мав назву Tokyo Outdoor Grand Prix і від 1972 до 1989 року був частиною тенісного циклу Гран-прі.
2009 року жіночий турнір знизив свій статус до $100,000+H рамках циклу жіночих турнірів ITF. 2010 року жіночий турнір припинив існування.

## Фінали

### Чоловіки. Одиночний розряд
| Рік  | Чемпіони                                          | Фіналісти                                         | Рахунок                                           |
| ---- | ------------------------------------------------- | ------------------------------------------------- | ------------------------------------------------- |
| 1972 | Сакаї Тосіро                                      | Кукі Дзюн                                         | 6–3, 6–3                                          |
| 1973 | Кен Роузволл                                      | Джон Ньюкомб                                      | 6–1, 6–4                                          |
| 1974 | Джон Ньюкомб                                      | Кен Роузволл                                      | 3–6, 6–2, 6–3                                     |
| 1975 | Рауль Рамірес                                     | Мануель Орантес                                   | 6–4, 7–5, 6–3                                     |
| 1976 | Роско Теннер                                      | Коррадо Барадзутті                                | 6–3, 6–2                                          |
| 1977 | Мануель Орантес                                   | Кім Ворвік                                        | 6–2, 6–1                                          |
| 1978 | Адріано Панатті                                   | Пет Дюпре                                         | 6–3, 6–3                                          |
| 1979 | Террі Мур                                         | Пет Дюпре                                         | 3–6, 7–6, 6–2                                     |
| 1980 | Іван Лендл                                        | Еліот Телчер                                      | 3–6, 6–4, 6–0                                     |
| 1981 | Балаж Тароці                                      | Еліот Телчер                                      | 6–3, 1–6, 7–6                                     |
| 1982 | Джиммі Аріес                                      | Домінік Бедель                                    | 6–2, 2–6, 6–4                                     |
| 1983 | Еліот Телчер                                      | Андрес Гомес                                      | 7–5, 3–6, 6–1                                     |
| 1984 | Девід Пейт                                        | Террі Мур                                         | 6–3, 7–5                                          |
| 1985 | Скотт Девіс                                       | Джиммі Аріес                                      | 6–1, 7–6                                          |
| 1986 | Рамеш Крішнан                                     | Johan Carlsson                                    | 6–3, 6–1                                          |
| 1987 | Стефан Едберг                                     | Девід Пейт                                        | 7–6, 6–4                                          |
| 1988 | Джон Макінрой                                     | Стефан Едберг                                     | 6–2, 6–2                                          |
| 1989 | Стефан Едберг (2)                                 | Іван Лендл                                        | 6–3, 2–6, 6–4                                     |
| 1990 | Стефан Едберг (3)                                 | Аарон Крікстейн                                   | 6–4, 7–5                                          |
| 1991 | Стефан Едберг (4)                                 | Іван Лендл                                        | 6–1, 7–5, 6–0                                     |
| 1992 | Джим Кур'є                                        | Ріхард Крайчек                                    | 6–4, 6–4, 7–6                                     |
| 1993 | Піт Сампрас                                       | Бред Гілберт                                      | 6–2, 6–2, 6–2                                     |
| 1994 | Піт Сампрас (2)                                   | Майкл Чанг                                        | 6–4, 6–2                                          |
| 1995 | Джим Кур'є (2)                                    | Андре Агассі                                      | 6–3, 6–4                                          |
| 1996 | Піт Сампрас (3)                                   | Річі Ренеберг                                     | 6–4, 7–5                                          |
| 1997 | Ріхард Крайчек                                    | Ліонель Ру                                        | 6–2, 3–6, 6–1                                     |
| 1998 | Андрей Павел                                      | Байрон Блек                                       | 6–3, 6–4                                          |
| 1999 | Ніколас Кіфер                                     | Вейн Феррейра                                     | 7–6(7–5), 7–5                                     |
| 2000 | Шенг Схалкен                                      | Ніколас Лапентті                                  | 6–4, 3–6, 6–1                                     |
| 2001 | Ллейтон Г'юїтт                                    | Мішель Кратохвіл                                  | 6–4, 6–2                                          |
| 2002 | Кеннет Карлсен                                    | Магнус Норман                                     | 7–6(8–6), 6–3                                     |
| 2003 | Райнер Шуттлер                                    | Себастьян Грожан                                  | 7–6(7–5), 6–2                                     |
| 2004 | Їржі Новак                                        | Тейлор Дент                                       | 5–7, 6–1, 6–3                                     |
| 2005 | Веслі Муді                                        | Маріо Анчич                                       | 1–6, 7–6(9–7), 6–4                                |
| 2006 | Роджер Федерер                                    | Тім Генмен                                        | 6–3, 6–3                                          |
| 2007 | Давид Феррер                                      | Рішар Гаске                                       | 6–1, 6–2                                          |
| 2008 | Томаш Бердих                                      | Хуан Мартін дель Потро                            | 6–1, 6–4                                          |
| 2009 | Жо-Вілфрід Тсонга                                 | Михайло Южний                                     | 6–3, 6–3                                          |
| 2010 | Рафаель Надаль                                    | Гаель Монфіс                                      | 6–1, 7–5                                          |
| 2011 | Енді Маррей                                       | Рафаель Надаль                                    | 3–6, 6–2, 6–0                                     |
| 2012 | Кей Нісікорі                                      | Мілош Раоніч                                      | 7–6(7–5), 3–6, 6–0                                |
| 2013 | Хуан Мартін дель Потро                            | Мілош Раоніч                                      | 7–6(7–5), 7–5                                     |
| 2014 | Кей Нісікорі (2)                                  | Мілош Раоніч                                      | 7–6(7–5), 4–6, 6–4                                |
| 2015 | Стен Вавринка                                     | Бенуа Пер                                         | 6–2, 6–4                                          |
| 2016 | Нік Киріос                                        | Давід Ґоффен                                      | 4−6, 6−3, 7−5                                     |
| 2017 | Давід Ґоффен                                      | Адріан Маннаріно                                  | 6−3, 7−5                                          |
| 2018 | Данило Медведєв                                   | Нісікорі Кей                                      | 6–2, 6–4                                          |
| 2019 | Новак Джокович                                    | Джон Міллман                                      | 6–3, 6–2                                          |
| 2020 | Не відбувся через пандемію коронавірусної хвороби | Не відбувся через пандемію коронавірусної хвороби | Не відбувся через пандемію коронавірусної хвороби |
| 2021 | Не відбувся через пандемію коронавірусної хвороби | Не відбувся через пандемію коронавірусної хвороби | Не відбувся через пандемію коронавірусної хвороби |
| 2022 | Тейлор Фріц                                       | Френсіс Тіафо                                     | 7–6(7–3), 7–6(7–2)                                |
| 2023 | Бен Шелтон                                        | Аслан Карацев                                     | 7–5, 6–1                                          |
| 2024 | Артюр Фіс                                         | Юго Енбер                                         | 5–7, 7–6(8–6), 6–3                                |

### Одиночний розряд. Жінки
| Рік                      | Чемпіонки           | Фіналістки              | Рахунок                 |
| ------------------------ | ------------------- | ----------------------- | ----------------------- |
| 1979                     | Бетсі Нагелсен      | Сато Наоко              | 6–1, 3–6, 6–3           |
| 1980                     | Маріана Сіміонеску  | Неріда Грегорі          | 6–4, 6–4                |
| 1981                     | Маріе Пінтерова     | Пем Кеселі              | 2–6, 6–4, 6–1           |
| 1982                     | Лаура Гільдемейстер | Пілар Васкес            | 3–6, 6–4, 6–0           |
| 1983                     | Іноуе Ецуко         | Шеллі Соломон           | 6–2, 5–7, 6–1           |
| 1984                     | Ліліан Дрешер       | Шон Фолтс               | 6–4, 6–2                |
| 1985                     | Габріела Сабатіні   | Лінда Гейтс             | 6–3, 6–4                |
| 1986                     | Гелен Келесі        | Беттіна Фулько-Villella | 6–2, 6–2                |
| 1987                     | Катарина Малеєва    | Барбара Геркен          | 6–2, 6–3                |
| 1988                     | Патті Фендік        | Стефані Реге            | 6–3, 7–5                |
| 1989                     | Окамото Куміко      | Елізабет Смайлі         | 6–4, 6–2                |
| 1990                     | Катаріна Ліндквіст  | Елізабет Смайлі         | 6–3, 6–2                |
| 1991                     | Лорі Макніл         | Сабін Аппельманс        | 2–6, 6–2, 6–1           |
| 1992                     | Кіміко Дате         | Сабін Аппельманс        | 7–5, 3–6, 6–3           |
| 1993                     | Кіміко Дате (2)     | Стефані Роттьєр         | 6–1, 6–3                |
| 1994                     | Кіміко Дате (3)     | Емі Фрейзер             | 7–5, 6–0                |
| 1995                     | Емі Фрейзер         | Кіміко Дате             | 7–6, 7–5                |
| 1996                     | Кіміко Дате (4)     | Емі Фрейзер             | 7–5, 6–4                |
| 1997                     | Ай Суґіяма          | Емі Фрейзер             | 4–6, 6–4, 6–4           |
| 1998                     | Ай Суґіяма (2)      | Коріна Мораріу          | 6–3, 6–3                |
| 1999                     | Емі Фрейзер (2)     | Ай Суґіяма              | 6–2, 6–2                |
| 2000                     | Жюлі Алар-Декюжі    | Емі Фрейзер             | 5–7, 7–5, 6–4           |
| 2001                     | Моніка Селеш        | Тамарін Танасугарн      | 6–3, 6–2                |
| 2002                     | Джилл Крейбас       | Сільвія Талая           | 2–6, 6–4, 6–4           |
| 2003                     | Марія Шарапова      | Аніко Капрош            | 2–6, 6–2, 7–6(7–5)      |
| 2004                     | Марія Шарапова (2)  | Машона Вашінгтон        | 6–0, 6–1                |
| 2005                     | Ніколь Вайдішова    | Татьяна Головін         | 7–6(7–4), 3–2 ret.      |
| 2006                     | Маріон Бартолі      | Накамура Айко           | 2–6, 6–2, 6–2           |
| 2007                     | Віржіні Раззано     | Вінус Вільямс           | 4–6, 7–6(9–7), 6–4      |
| 2008                     | Каролін Возняцкі    | Кая Канепі              | 6–2, 3–6, 6–1           |
| ↓ ITF $100,000+H event ↓ |                     |                         |                         |
| 2009                     | Жюлі Куен           | Ольга Савчук            | 7–6(8–6), 4–6, 7–6(8–6) |
| 2010                     | Моріта Аюмі         | Джилл Крейбас           | 6–3, 7–5                |

### Парний розряд. Чоловіки
| Рік  | Чемпіони                                          | Фіналісти                                         | Рахунок                                           |
| ---- | ------------------------------------------------- | ------------------------------------------------- | ------------------------------------------------- |
| 1973 | Мел Ендерсон Кен Роузволл                         | Колін Діблі Аллан Стоун                           | 7–5, 7–5                                          |
| 1974 | Not completed due to weather.                     | Not completed due to weather.                     | Not completed due to weather.                     |
| 1975 | Браян Готтфрід Рауль Рамірес                      | Хуан Хісберт. Мануель Орантес                     | 7–6, 6–4                                          |
| 1976 | Боб Кармайкл Кен Роузволл                         | Ісмаїл Ель-Шафей Браян Феерлі                     | 6–4, 6–4                                          |
| 1977 | Джефф Мастерз Кім Ворвік                          | Колін Діблі Кріс Кехел                            | 6–2, 7–6                                          |
| 1978 | Росс Кейс Джефф Мастерз                           | Желько Франулович Buster Mottram                  | 6–2, 4–6, 6–1                                     |
| 1979 | Колін Діблі Пет Дюпре                             | Род Фролі Франсіско Гонсалес                      | 3–6, 6–1, 6–1                                     |
| 1980 | Росс Кейс Хайме Фійоль                            | Террі Мур Еліот Телчер                            | 6–3, 3–6, 6–4                                     |
| 1981 | Гайнц Ґюнтгардт Балаж Тароці                      | Ларрі Стефанкі Роберт Вант Гоф                    | 3–6, 6–2, 6–1                                     |
| 1982 | Шервуд Стюарт Ферді Тейган                        | Тім Галліксон Том Галліксон                       | 6–1, 3–6, 7–6                                     |
| 1983 | Семмі Джаммалва Стів Мейстер                      | Тім Галліксон Том Галліксон                       | 6–4, 6–7, 7–6                                     |
| 1984 | Девід Доулен Ндука Одізор                         | Mark Dickson Стів Мейстер                         | 6–7, 6–4, 6–3                                     |
| 1985 | Скотт Девіс Девід Пейт                            | Семмі Джаммалва Greg Holmes                       | 7–6, 6–7, 6–3                                     |
| 1986 | Метт Енгер Кен Флек                               | Джиммі Аріес Greg Holmes                          | 6–2, 6–3                                          |
| 1987 | Пол Еннекон Кевін Каррен                          | Андрес Гомес Андерс Яррід                         | 6–4, 7–6                                          |
| 1988 | Джон Фіцджеральд Йохан Крік                       | Стів Дентон Девід Пейт                            | 6–4, 6–7, 6–4                                     |
| 1989 | Кен Флек Роберт Сегусо                            | Кевін Каррен Девід Пейт                           | 7–6, 7–6                                          |
| 1990 | Марк Кратцманн Веллі Месур                        | Кент Кіннієр Brad Pearce                          | 3–6, 6–3, 6–4                                     |
| 1991 | Стефан Едберг Тодд Вудбрідж                       | Джон Фіцджеральд Андерс Яррід                     | 6–4, 5–7, 6–4                                     |
| 1992 | Kelly Jones Рік Ліч                               | Джон Фіцджеральд Андерс Яррід                     | 0–6, 7–5, 6–3                                     |
| 1993 | Кен Флек Рік Ліч                                  | Гленн Мічібата Девід Пейт                         | 2–6, 6–3, 6–4                                     |
| 1994 | Генрік Гольм Андерс Яррід                         | Себастьян Ларо Патрік Макінрой                    | 7–5, 6–1                                          |
| 1995 | Марк Ноулз Джонатан Старк                         | Джон Фіцджеральд Андерс Яррід                     | 6–3, 3–6, 7–6                                     |
| 1996 | Тодд Вудбрідж Марк Вудфорд                        | Марк Ноулз Рік Ліч                                | 6–2, 6–3                                          |
| 1997 | Мартін Дамм Даніель Вацек                         | Джастін Гімелстоб Патрік Рафтер                   | 2–6, 6–2, 7–6                                     |
| 1998 | Себастьян Ларо Деніел Нестор                      | Олів'є Делетр Стефано Пескосолідо                 | 6–3, 6–4                                          |
| 1999 | Джефф Таранго Даніель Вацек                       | Вейн Блек Браян Макфі                             | 4–3, ret.                                         |
| 2000 | Магеш Бгупаті Леандер Паес                        | Michael Hill Джефф Таранго                        | 6–4, 6–7, 6–3                                     |
| 2001 | Рік Ліч Девід Макферсон                           | Пол Генлі Натан Гілі                              | 1–6, 7–6, 7–6                                     |
| 2002 | Джефф Кутзе Кріс Гаггард                          | Ян-Майкл Гембілл Грейдон Олівер                   | 7–6, 6–4                                          |
| 2003 | Джастін Гімелстоб Ніколас Кіфер                   | Скотт Гамфріс Марк Мерклейн                       | 6–7, 6–3, 7–6                                     |
| 2004 | Джаред Палмер Павел Візнер                        | Їржі Новак Петр Пала                              | 5–1, ret.                                         |
| 2005 | Satoshi Iwabuchi Судзукі Такао                    | Сімон Аспелін Todd Perry                          | 5–4, 5–4                                          |
| 2006 | Ешлі Фішер Тріпп Філліпс                          | Paul Goldstein Jim Thomas                         | 6–2, 7–5                                          |
| 2007 | Джордан Керр Роберт Ліндстедт                     | Френк Данцевич Стівен Гасс                        | 6–4, 6–4                                          |
| 2008 | Михайло Южний Міша Зверєв                         | Лукаш Длуги Леандер Паес                          | 6–3, 6–4                                          |
| 2009 | Юліан Ноул Юрген Мельцер                          | Росс Гатчінс Джордан Керр                         | 6–2, 5–7, [10–8]                                  |
| 2010 | Ерік Буторак Жан-Жульєн Роєр                      | Андреас Сеппі Дмитро Турсунов                     | 6–3, 6–2                                          |
| 2011 | Енді Маррей Джеймі Маррей                         | Франтішек Чермак Філіп Полашек                    | 6–1, 6–4                                          |
| 2012 | Александер Пея Бруно Соарес                       | Леандер Паес Радек Штепанек                       | 6–3, 7–6(7–5)                                     |
| 2013 | Роган Бопанна Едуар Роже-Васслен                  | Джеймі Маррей Джон Пірс                           | 7–6(7–5), 6–4                                     |
| 2014 | П'єр-Юг Ербер Міхал Пшисєнжний                    | Іван Додіг Марсело Мело                           | 6–3, 6–7(3–7), [10–5]                             |
| 2015 | Равен Класен Марсело Мело                         | Хуан Себастьян Кабаль Роберт Фара                 | 7–6(7–5), 3–6, [10–7]                             |
| 2016 | Марсель Гранольєрс Марцін Матковський             | Равен Класен Ражів Рам                            | 6–2, 7–6(7–4)                                     |
| 2017 | Бен Маклахлан Ясутака Утіяма                      | Джеймі Маррей Бруно Соарес                        | 6–4, 7–6(7–1)                                     |
| 2018 | Бен Маклахлан Ян-Леннард Штруфф                   | Равен Класен Майкл Вінус                          | 6–4, 7–5                                          |
| 2019 | Ніколя Маю Едуар Роже-Васслен                     | Нікола Мектич Франко Шкугор                       | 7–6(9–7), 6–4                                     |
| 2020 | Не відбувся через пандемію коронавірусної хвороби | Не відбувся через пандемію коронавірусної хвороби | Не відбувся через пандемію коронавірусної хвороби |
| 2021 | Не відбувся через пандемію коронавірусної хвороби | Не відбувся через пандемію коронавірусної хвороби | Не відбувся через пандемію коронавірусної хвороби |
| 2022 | Маккензі Макдоналд Марсело Мело                   | Рафаель Матос Давід Веґа Ернандес                 | 6–4, 3–6, [10–4]                                  |
| 2023 | Rinky Hijikata Макс Перселл                       | Джеймі Маррей Майкл Вінус                         | 6–4, 6–1                                          |
| 2024 | Джуліан Кеш Ллойд Ґласспул                        | Аріель Беар Robert Galloway                       | 6–4, 4–6, [12–10]                                 |

### Парний розряд. Жінки
| Рік                      | Чемпіонки                             | Фіналістки                               | Рахунок            |
| ------------------------ | ------------------------------------- | ---------------------------------------- | ------------------ |
| 1979– 1989               | not available                         |                                          |                    |
| 1990                     | Кеті Джордан Елізабет Смайлі          | Ху На Michelle Jaggard                   | 6–0, 3–6, 6–1      |
| 1991                     | Емі Фрейзер Кідовакі Мая              | Йоне Каміо Кідзімута Акіко               | 6–2, 6–4           |
| 1992                     | Хіракі Ріка Емі Фрейзер (2)           | Кіміко Дате Стефані Реге                 | 7–5, 6–7, 6–0      |
| 1993                     | Їда Ей Кідовакі Мая                   | Li Fang Kyoko Nagatsuka                  | 6–2, 4–6, 6–4      |
| 1994                     | Мамі Доносіро Ай Суґіяма              | Яюк Басукі Міягі Нана                    | 6–4, 6–1           |
| 1995                     | Міхо Саекі Юка Йосіда                 | Kyoko Nagatsuka Ай Суґіяма               | 6–7, 6–4, 7–6      |
| 1996                     | Кіміко Дате Ай Суґіяма (2)            | Емі Фрейзер Кімберлі По                  | 7–6, 6–7, 6–3      |
| 1997                     | Алексія Дешом-Баллере Хіракі Ріка (2) | Керрі-Енн Г'юз Коріна Мораріу            | 6–4, 6–2           |
| 1998                     | Наоко Кадзімута Міягі Нана            | Емі Фрейзер Хіракі Ріка                  | 6–3, 4–6, 6–4      |
| 1999                     | Коріна Мораріу Кімберлі По            | Кетрін Берклей Керрі-Енн Г'юз            | 6–3, 6–2           |
| 2000                     | Жюлі Алар-Декюжі Коріна Мораріу (2)   | Тіна Кріжан Катарина Среботнік           | 6–1, 6–2           |
| 2001                     | Лізель Губер Рейчел Макквіллан        | Джанет Лі Вінне Пракуся                  | 6–2, 6–0           |
| 2002                     | Асагое Сінобу Міягі Нана (2)          | Світлана Кузнецова Аранча Санчес Вікаріо | 6–4, 4–6, 6–4      |
| 2003                     | Марія Шарапова Тамарін Танасугарн     | Ешлі Кергілл Ешлі Гарклроуд              | 7–6(7–1), 6–0      |
| 2004                     | Асагое Сінобу (2) Катарина Среботнік  | Дженніфер Гопкінс Машона Вашінгтон       | 6–1, 6–4           |
| 2005                     | Хісела Дулко Марія Кириленко          | Асагое Сінобу Марія Венто-Кабчі          | 7–5, 4–6, 6–3      |
| 2006                     | Ваня Кінґ Єлена Костанич              | Чжань Юнжань Чжуан Цзяжун                | 7–6(7–2), 5–7, 6–2 |
| 2007                     | Сунь Тяньтянь Янь Цзи                 | Чжуан Цзяжун Ваня Кінґ                   | 1–6, 6–2, [10–6]   |
| 2008                     | Джилл Крейбас Марина Еракович         | Моріта Аюмі Накамура Айко                | 4–6, 7–5, [10–6]   |
| ↓ ITF $100,000+H event ↓ |                                       |                                          |                    |
| 2009                     | Чжань Юнжань Моріта Аюмі              | Кіміко Дате Фудзівара Ріка               | 6–2, 6–4           |
| 2010                     | Джилл Крейбас Тамарін Танасугарн      | Уршуля Радванська Ольга Савчук           | 6–3, 6–1           |